# Molophilus waukatte
Molophilus waukatte là một loài ruồi trong họ Limoniidae. Chúng phân bố ở miền Australasia.